# Kasunga cyclops
Kasunga cyclops är en insektsart som beskrevs av Rauno E. Linnavuori 1969. Kasunga cyclops ingår i släktet Kasunga och familjen dvärgstritar. Inga underarter finns listade i Catalogue of Life.